# José Carlos Fernandes
Pour les articles homonymes, voir Fernandes.
José Carlos Fernandes, né à Loulé, le 16 octobre 1964, est un auteur de bande dessinée portugais.

## Biographie
José Carlos Fernandes est l'auteur qui publie le plus d'albums BD au Portugal[réf. nécessaire]. Cette passion artistique lui vient dès l'âge de onze ans, mais sa première publication n'apparaît qu'en 1989 avec Alix do outro lado do espelho.
Le premier métier de Fernandes n'avait aucun lien avec sa future vocation puisqu'il exerçait les fonctions d'ingénieur en environnement. Une fois obtenu un diplôme en génie de l'environnement, il est assistant en botanique à la Faculté des Sciences et des Technologies, à la Nouvelle université de Lisbonne et conduit des recherches sur les métaux lourds, avant d'aller au parc naturel de Ria Formosa, où il travaille pendant dix ans (1989 - 1999).
Pendant près de quatre ans, il publie des fanzines satiriques de Lisbonne et de Porto, jusqu'en 1993 où survient la publication de son premier livre, Control Remoto. Au cours des années qui suivent, il se montre un auteur particulièrement prolifique et fait la preuve de tout son potentiel créatif, à la fois dans le texte et le dessin.
Fernandes entame également une collaboration fructueuse avec plusieurs journaux et participe à des albums collectifs : Entroncamento de BD's (Nouvelles de jonction, 1996) et Histórias Negras 2 (Association Jeux d'Images).
En 1997, il effectue sa première grande exposition, lors du IXe salon international de la BD de Porto (SIBDP), où sa production vaste et diversifiée est exposée à des personnalités différentes autour du même auteur. Pour l’association qui organise le Salon, Fernandes réalise Sem Ressentimentos (1997), Satélites (1997), Estilhaços (1998) et Sob um Mar de Estanho (1999), tous les titres de la collection Quadradinho.
En 2000, il reçoit une bourse de création littéraire dans la catégorie BD, pour mener à bien le second volume de A Pior Banda do Mundo (Le Plus Mauvais Groupe du Monde) : O Museu Nacional do Acessório e do Irrelevante. Cette série paraît à partir de 2002 chez l'éditeur Devir. Il s'agit de son travail de la plus grande envergure, qui correspond à plusieurs histoires courtes de deux pages, dont la lecture n'est pas nécessairement séquentielle, mettant notamment en scène un groupe de jazz dans une ville imaginaire.
À l'occasion du 25e anniversaire de la révolution des Œillets, il participe à l'exposition itinérante Uma Revolução Desenhada: o 25 de Abril e a BD, pour laquelle il réalise une courte histoire sur la révolution. D'autres auteurs portugais participent également à ce travail collectif, qui aboutit à un remarquable ouvrage-catalogue.
Fernandes revendique comme sources d'inspiration la musique classique et la radio. Il affirme que « la B.D est destinée à tous. La pratique de l'ironie que l'on peut faire dans les B.D est le meilleur moyen pour critiquer une société »[réf. nécessaire]. Bien que la bande dessinée rencontre relativement peu de succès au Portugal, ses œuvres sont traduites en plusieurs langues et sont ainsi largement lues à l'étranger.

## Œuvres
- 1993 - Controlo remoto, Ed. Cáspite!, 2e éd. Associação Neuromanso/Comicarte
- 1994 - A lâmina fria da lua, Associação Neuromanso/ASIBDP
- 1994 - Irrealidades quotidianas, Ed. Cáspite!/CM Loulé
- 1996 - Abaixo de cão, Pedranocharco
- 1996 - Um catálogo de sonhos, Pedranocharco, reed. 2004 Devir
- 1996 - O futuro fora de prazo, Jogo de Imagens
- 1997 - Coração de arame, ed. autor, 2e éd. 2001 Devir
- 1997 - Sem ressentimentos, ASIBDP
- 1997 - Satélites, ASIBDP
- 1997 - Alguém desarruma estas rosas, Pedranocharco
- 1997 - As aventuras do barão Wrangel, Pedranocharco
- 1997 - A máquina de prever o futuro de José Frotz, Jogo de Imagens, reed 2003 Polvo
- 1997 - Época morta, Polvo
- 1997 - Avaria, Casa da Cultura de Loulé
- 1997 - O mar aqui tão perto, Parque Natural da Ria Formosa
- 1998 - Daqui a pouco, Baleiazul
- 1998 - Estilhaços, ASIBDP
- 1999 - Crossroads (textes : João Miguel Lameiras e João Ramalho Santos), Baleiazul
- 1999 - Sob um mar de estanho, ASIBDP
- 2000 - A revolução interior (João Miguel Lameiras e João Ramalho Santos), Afrontamento
- 2002 - Um passeio ao outro lado da noite, Centro Regional de Alcoologia do Centro
- 2002 - A pior banda do mundo 1: O Quiosque da Utopia, Devir/Le plus mauvais groupe du monde 1 : le kiosque de l'utopie. (Épisode 1)
- 2003 - Francisco e o Rei de Simesmo, Centro Regional de Alcoologia do Centro
- 2003 - A pior banda do mundo 1: O Museu Nacional do Acessório e do Irrelevante, Devir/Le plus mauvais groupe du monde 1 : Le musée National de l'accessoire et de l'irréel. (Épisode 2)
- 2003 - Pessoas que usam bonés-com-hélice, ASA
- 2003 - As aventuras do Barão Wrangel, Devir
- 2003 - A pior banda do mundo 2: As Ruínas de Babel, Devir/Le plus mauvais groupe du monde : Les ruines de Babel. (Episode 3)
- 2004 - A pior banda do mundo 2: A Grande Enciclopédia do Conhecimento Obsoleto, Devir/Le plus mauvais groupe du monde 2 : La grande Encyclopédie du savoir Obsolète. (Episode 4)
- 2004 - A última obra prima de Aaron Slobodj, Devir
- 2005 - A Arte de José Carlos Fernandes – Antologia 1992 - 2005, Jornal Correio da Manhã
- 2006 - Black Box Stories 1: Tratado de umbrografia, Devir
- 2006 - A pior banda do mundo 3: O Depósito dos Refugos Postais, (Épisode 5)
- 2007 - A pior banda do mundo 3: Os Arquivos do Prodigioso e do Paranormal, (Épisode 6)
- 2007 - Os pesadelos fiscais de Porfírio Zap, Ministério das Finanças
- 2008 - O que está escrito nas estrelas 1: Anos I e II, Tinta-da-China
- 2008 - Terra Incognita 1: A metrópole feérica, Tinta-da-China
- 2010 - José Mendes Cabeçadas Júnior – Um Espírito Indomável, Câmara Municipal de Loulé

## Œuvre traduite en France
- 2009 - Le plus mauvais groupe du monde 1 (épisode 1 et 2) traduit par Dominique Nédellec.
- 2010 - Le plus mauvais groupe du monde 2 (épisode 3 et 4) traduit par Dominique Nédellec.
- 2011 - Le plus mauvais groupe du monde 3 (épisode 5 et 6) traduit par Dominique Nédellec.

## Adaptations cinématographiques
- Delfina Dilema de Isabel Cardeira (Espagne, 2004), à partir de la BD O inextricável labirinto do destino
- La Señorita Zuenig de Sofia Teixeira-Gomes (Espagne, 2004), à partir de la BD O inextricável labirinto do destino
- O Gosto de Ferrugem de J. Audaci Junior (Brésil, 2005), à partir de la BD Todo o sal do mar.
- Direito à Infelicidade da Companhia Nefasto (Portugal, 2008), à partir de la BD homónima.
- Um Catálogo de Sonhos de Micael Bretas da Fonseca (Brésil, 2009), à partir de la BD homónima.
- Mar d'Outubro de Nuno Fernandes (Portugal, 2010), à partir de la BD homónima du livre Alguém Desarruma Estas Rosas.

## Adaptations théâtrales
- Páginas Amarelas de la compagnie Type B de Théâtre (Brésil, 2007), inspirée de la série de BD Le plus mauvais groupe du monde.

## Réception critique
Le plus mauvais groupe du monde fut analysé dans plusieurs publications francophones après sa traduction en français.
Jean-Claude Loiseau de Télérama reconnaît que « la découverte d'un auteur de bande dessinée portugais, pour nous inconnu, reconnaissant à bon droit ce qu'il doit à Jorge Luis Borges et à Georges Perec, entre autres, n'est pas un mince événement... »
Le critique québécois Eric Bouchard suggère de son côté que Fernandes traiterait « du propre de la case de bande dessinée, de proposer des instants suspendus d’histoires » et interroge : « Ces brefs récits de José Carlos Fernandes ne nous parlent-ils pas finalement de la bande dessinée elle-même? ».

## Prix
José Carlos Fernandes a obtenu, entre autres, par trois fois le prix Rafael Bordalo Pinheiro de la C. M. de Lisbonne (1991, 1993 et 1995). Toujours en 1995, il se voit également classé premier aux concours BD de Matosinhos et d'Ourense (Espagne). Six ans plus tard, en 2001 il emporte le prix de l'humour du 14e salon du Livre d'humour National de Oeiras. En 2002, Fernandes est récompensé par le prix de meilleur album de la FIBA[réf. nécessaire].